# يوسف جبران
يوسف جبران : قاض ومحام ووزير لبناني راحل مواليد [مزرعة المطحنة ] عام (1919). رئيس محكمة التمييز ومجلس القضاء الأعلى سنة (1978). تولى وزارة العدل والاعلام سنة (1979). نال عدة اوسمة. توفي في [4 / كانون الأول /1999]